# 小行星4119
小行星4119（英語：4119 Miles）是一颗围绕太阳公转的小行星。1983年1月16日，愛德華·鮑威爾在可可尼诺县发现了此天体。
这颗小行星的绝对星等为77.64186440118917等。